# Altica betulae
Altica betulae är en skalbaggsart som beskrevs av Schaeffer 1924. Altica betulae ingår i släktet Altica och familjen bladbaggar. Inga underarter finns listade i Catalogue of Life.